# Räkasjöarna
Räkasjöarna är en sjö i Ovanåkers kommun i Hälsingland och ingår i Ljusnans huvudavrinningsområde. Sjön är 15 meter djup, har en yta på 0,774 kvadratkilometer och befinner sig 317 meter över havet.

## Delavrinningsområde
Räkasjöarna ingår i det delavrinningsområde (681155-147750) som SMHI kallar för Mynnar i Sälmån. Medelhöjden är 323 meter över havet och ytan är 10,36 kvadratkilometer. Det finns inga avrinningsområden uppströms utan avrinningsområdet är högsta punkten. Vattendraget som avvattnar avrinningsområdet har biflödesordning 4, vilket innebär att vattnet flödar genom totalt 4 vattendrag innan det når havet efter 131 kilometer. Avrinningsområdet består mestadels av skog (73 procent). Avrinningsområdet har 0,96 kvadratkilometer vattenytor vilket ger det en sjöprocent på 9,2 procent.